# La Foa

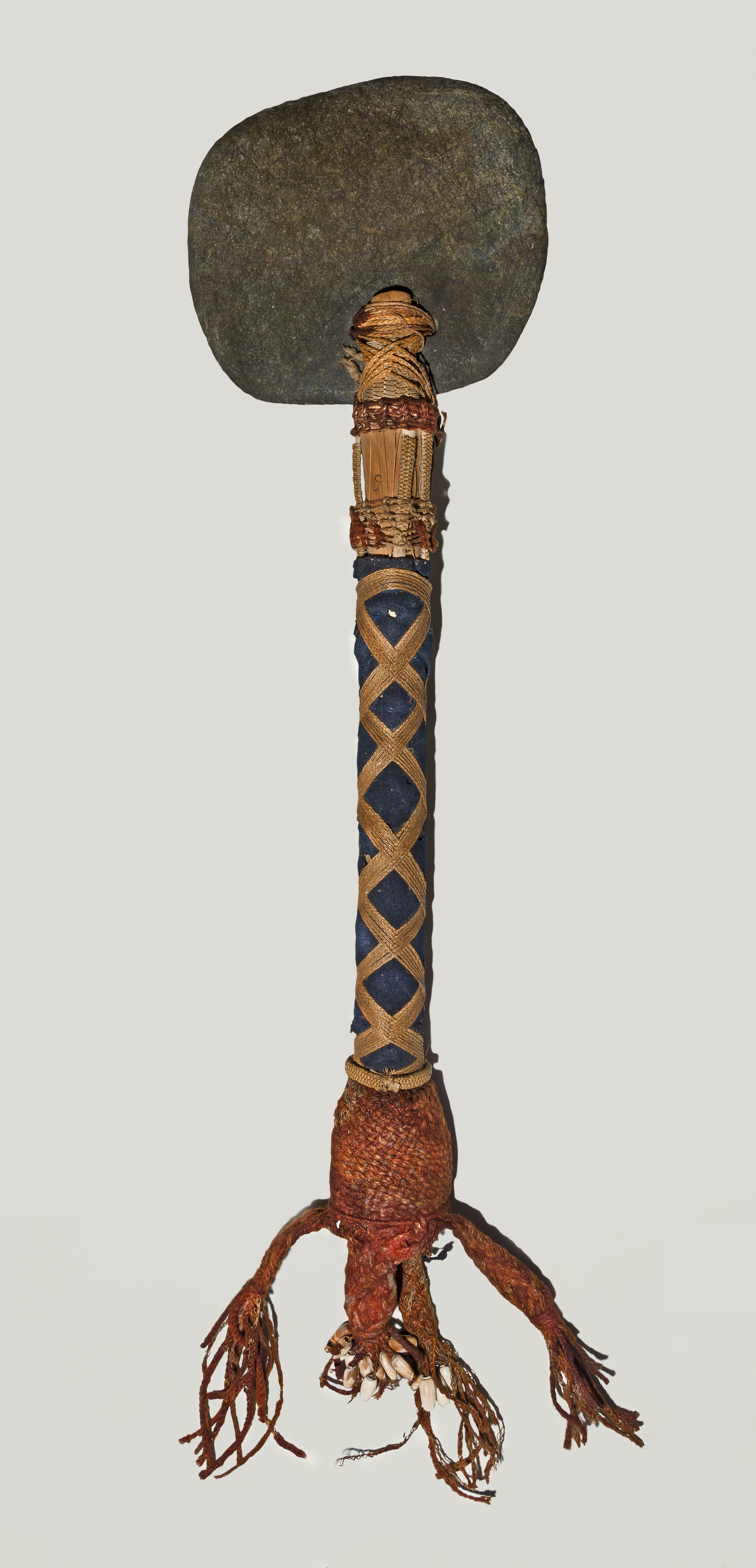
O'kono hacha ceremonial - La Foa

La Foa es una comuna de la Provincia Sur de Nueva Caledonia, un territorio de ultramar de Francia en el océano Pacífico.